# Stroud Green
Stroud Green è un quartiere situato nell'area di North London, nel borgo londinese di Haringey, circa 10 chilometri a nord-est di Charing Cross, al confine con Islington, tanto che anche le aree adiacenti di quest'ultimo sono talvolta individuate con lo stesso toponimo. 
Il quartiere prende il nome dalla storpiatura di una parola dell'inglese antico che significava brughiera, cui poi si aggiunse il termine green per significare l'ambiente agreste della zona fino a prima dell'industrializzazione.
L'espansione del quartiere fu favorita anche dalla relativa vicinanza con la stazione di Finsbury Park.